# 讷维尔代
讷维尔代（法語：Neuville-Day，法語發音：[nøvil dɛ]）是法国大東部大區阿登省的一个市镇，属于武济耶区。

## 地理
讷维尔代（49°29'44"N, 4°41'18"E）面积7.68 平方千米，位于法国大東部大區阿登省，该省份为法国北部内陆省份，西接埃纳省，南至马恩省，东临默兹省，北与比利时接壤。
与讷维尔代接壤的市镇（或旧市镇、城区）包括：拉梅、蒙贡、翁克。

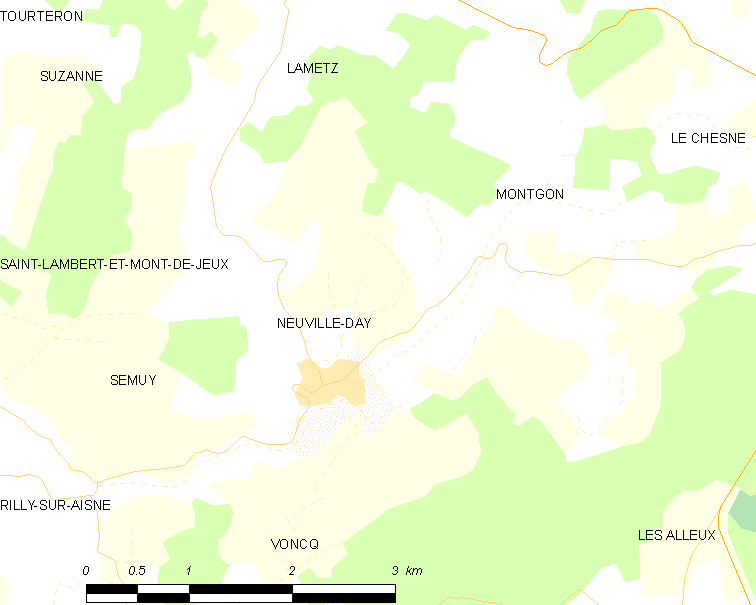
讷维尔代的OSM定位图

讷维尔代的时区为UTC+01:00、UTC+02:00（夏令时）。

## 行政
讷维尔代的邮政编码为08130，INSEE市镇编码为08321。

## 政治
讷维尔代所属的省级选区为阿蒂尼县。

## 人口

1962-2008年间讷维尔代人口变化图示

讷维尔代于2022年1月1日时的人口数量为170人。